# Der Minusmann – Die Doku
Der Minusmann – Die Doku ist ein österreichischer Dokumentationsfilm aus dem 2018, der unter der Regie von Sladjana Krsteska und Alban Bekic entstanden ist.

## Handlung
Der Film ist eine Gegenüberstellung des ehemaligen Zuhälters Heinz Sobota mit vier wichtigen Frauen aus seinem Leben. Bekannt wurde Sobota durch seine 1978 erschienene Autobiographie „Der Minus-Mann“.
Der Film ist eine Rekonstruktion von Sobotas Leben durch die Erzählungen der Protagonistinnen, die unterschiedliche Wege gefunden haben über die erlebte Zeit mit dem Ex-Zuhälter zurückzublicken.
Die Protagonistinnen erzählen zum ersten Mal von Sobotas aggressivem Zerstörungsdrang, seinem Manipulationstalent, davon, wie er sie hörig gemacht hat und sie benutzt hat – aber berichten auch von der Anziehungskraft seines außergewöhnlichen Charismas.

## Auszeichnungen
- Audience Award 6. Filmfestival Kitzbühel